# Christen, ätzet diesen Tag
Christen, ätzet diesen Tag (BWV 63)  ist eine Kirchenkantate von Johann Sebastian Bach.

## Entstehung
Die frühere Vermutung, dass die Poesie von BWV 63 mit dem Halleschen Theologen  Johann Michael Heineccius  in Verbindung zu bringen ist, konnte jüngst als bloße, zudem wenig stichhaltige Spekulation des vorigen Jahrhunderts entlarvt werden.
Angesichts der Entstehungszeit, die der Quellenbefund nahelegt, lässt sich vermuten, dass Bachs Erstfassung (BWV 63a) zu Weihnachten 1713 entstand, als er in Weimar mit einigen „Verrichtungen zu Hoffe wegen des Prinzens Geburths Feste“ beschäftigt war, wie er es in einem Brief vom 14. Januar 1714 formulierte. Herzog Johann Ernsts Geburtstag wurde gleichzeitig mit dem Fest der Geburt Christi am 1. Weihnachtstag begangen. Der doppelte Anlass von Weihnachtsfest und Fürstengeburtstag würde auch die ungewöhnlich große und festliche Besetzung der Kantate mit vier Trompeten und Pauken erklären.
Zum Reformationsjubiläum des Jahres 1717 in Halle kam es am 31. Oktober zu einer Aufführung von Bachs Kantate in parodierter Form (mit weitgehend gleicher Musik bei verändertem Text, BWV 63b), wie ein Textdruck beweist. Bachs Mitwirkung bei dieser Aufführung, statt bei den Reformationsfeierlichkeiten in Weimar seine Hoforganistenpflichten wahrzunehmen, könnte seine berühmte Gefängnishaft veranlasst haben, die er nur wenige Tage später antreten musste.
Die Vermutung des Musikwissenschaftlers Philipp Spitta, die Kantate BWV 63 sei 1723 in Leipzig entstanden, hat ihren Ursprung wahrscheinlich in mehreren Aufführungen der Kantate durch Bach; eine davon fand 1723 in Leipzig statt, als Bach das erste Weihnachtsfest seiner Amtszeit als Leipziger Thomaskantor musikalisch gestaltete.

## Thematik
Die Kantate ist in der überlieferten Fassung für den 1. Weihnachtsfeiertag gedacht und bezieht sich auf die Weihnachtsgeschichte nach Lukas 2,1–14 , in dem Christi Geburt, die Verkündigung durch die Hirten sowie der Lobgesang der Engel geschildert werden.

## Aufbau
Die Kantate hat einen festlichen, durch das Fehlen von Hirtenmusik, Wiegenlied und dem »Ehre sei Gott in der Höhe« jedoch keinen spezifisch weihnachtlichen Charakter. Das Secco-Rezitativ »So kehret sich nun heut das bange Leid« bildet den symmetrischen Mittelpunkt der Kantate, um den sich der einleitende und der abschließende Chor, ein Alt- und ein Bass-Rezitativ sowie Sopran-Bass- und eine Alt-Tenor-Arie gruppieren. Die einzelnen Titel der Kantate lauten:
1. Christen, ätzet diesen Tag in Metall und Marmorsteine (Chor)
2. Oh, selger Tag! o ungemeines Heute (Rezitativ Alt)
3. Gott, du hast es wohl gefüget (Duett Sopran, Bass)
4. So kehret sich nun heut das bange Leid (Rezitativ Tenor)
5. Ruft und fleht den Himmel an (Duett Alt, Tenor)
6. Verdoppelt euch demnach (Rezitativ Bass)
7. Höchster, schau in Gnaden an (Chor)